# Mohamed Halab
Mohamed Halab, né le 28 octobre 1945 à El Jadida et décédé le 30 novembre 2022 à Casablanca, a été un haut fonctionnaire et ingénieur marocain. Il a été Wali de la région de Tanger-Tétouan et gouverneur de la préfecture de Tanger-Asilah puis Wali de la région du Grand Casablanca ainsi que gouverneur de la préfecture de Casablanca. Il a été décoré du Wissam du Trône de l’ordre de Commandeur.

## Biographie
Né le 28 octobre 1945 à El Jadida, Mohamed Halab exercera tout d'abord entre 1968 et 1971 en tant qu'ingénieur, le poste de chef du service des bases aériennes à Casablanca. En 1974, Mohamed Halab obtient un diplôme d'ingénieur de l'École des Ponts ParisTech qui portait comme nom École nationale des ponts et chaussées. De 1974 à 1980, il occupe le poste de directeur du service des travaux publics à Oujda puis entre 1980 et 1983, il occupe le même poste mais cette fois-ci dans la ville de Casablanca.
De 1983 à 1985, il devient directeur des ressources humaines et de la formation au ministère des travaux publics, après quelques années en 1989, Mohamed Halab occupe le poste de directeur de l’Office de la formation professionnelle et de la promotion du travail puis devient directeur de l'office de développement et d'exploitation des ports en 1993.
En juillet 2001, Mohamed Halab fut nommé par le roi Mohammed VI Wali de la région de Tanger-Tétouan et gouverneur de la préfecture de Tanger-Asilah jusqu'en juin 2005 lorsqu'il fut nommé Wali détaché à l’Administration centrale du ministère de l’Intérieur, avant sa nomination en septembre 2005 comme Wali directeur de la promotion nationale au ministère de l’Intérieur.
En janvier 2009, le roi Mohammed VI nomme 37 walis et gouverneurs dont Mohamed Halab qui devient Wali de la région du Grand Casablanca et gouverneur de la préfecture de Casablanca jusqu'en mai 2012 lorsque Mohamed Boussaïd lui succède. Il détient également le Wissam du Trône de l’ordre de Commandeur.
Mohamed Halab est décédé à Casablanca le 30 novembre 2022, à l’âge de 77 ans. Il était marié et père de trois enfants.